# Liste der World-Series-Gewinner
Dies ist die Liste derjenigen Mannschaften, die seit 1903 die World Series, die Finals der US-amerikanischen Baseball–Profiligen, gewonnen haben.

## American League vs. National League
Teams aus der American League konnten bis einschließlich 2024 in 68 Serien den Titel erringen, aus der National League stammten bisher 52 Gewinner.

## Paarungen und Sieger
In der nachfolgenden Liste sind Siegerteams aus der American League rot und der National League blau unterlegt.
| Jahr | Sieger                                      | Ergebnis                                    | Verlierer                                   |
| ---- | ------------------------------------------- | ------------------------------------------- | ------------------------------------------- |
| 1903 | Boston Americans                            | 5-3                                         | Pittsburgh Pirates                          |
| 1904 | keine World Series wegen Boykott der Giants | keine World Series wegen Boykott der Giants | keine World Series wegen Boykott der Giants |
| 1905 | New York Giants                             | 4-1                                         | Philadelphia Athletics                      |
| 1906 | Chicago White Sox                           | 4-2                                         | Chicago Cubs                                |
| 1907 | Chicago Cubs                                | 4-1                                         | Detroit Tigers                              |
| 1908 | Chicago Cubs                                | 4-1                                         | Detroit Tigers                              |
| 1909 | Pittsburgh Pirates                          | 4-3                                         | Detroit Tigers                              |
| 1910 | Philadelphia Athletics                      | 4-1                                         | Chicago Cubs                                |
| 1911 | Philadelphia Athletics                      | 4-2                                         | New York Giants                             |
| 1912 | Boston Red Sox                              | 4-3                                         | New York Giants                             |
| 1913 | Philadelphia Athletics                      | 4-1                                         | New York Giants                             |
| 1914 | Boston Braves                               | 4-0                                         | Philadelphia Athletics                      |
| 1915 | Boston Red Sox                              | 4-1                                         | Philadelphia Phillies                       |
| 1916 | Boston Red Sox                              | 4-1                                         | Brooklyn Robins                             |
| 1917 | Chicago White Sox                           | 4-2                                         | New York Giants                             |
| 1918 | Boston Red Sox                              | 4-2                                         | Chicago Cubs                                |
| 1919 | Cincinnati Reds                             | 5-3                                         | Chicago White Sox                           |
| 1920 | Cleveland Indians                           | 5-2                                         | Brooklyn Robins                             |
| 1921 | New York Giants                             | 5-3                                         | New York Yankees                            |
| 1922 | New York Giants                             | 4-1                                         | New York Yankees                            |
| 1923 | New York Yankees                            | 4-2                                         | New York Giants                             |
| 1924 | Washington Senators                         | 4-3                                         | New York Giants                             |
| 1925 | Pittsburgh Pirates                          | 4-3                                         | Washington Senators                         |
| 1926 | St. Louis Cardinals                         | 4-3                                         | New York Yankees                            |
| 1927 | New York Yankees                            | 4-0                                         | Pittsburgh Pirates                          |
| 1928 | New York Yankees                            | 4-0                                         | St. Louis Cardinals                         |
| 1929 | Philadelphia Athletics                      | 4-1                                         | Chicago Cubs                                |
| 1930 | Philadelphia Athletics                      | 4-2                                         | St. Louis Cardinals                         |
| 1931 | St. Louis Cardinals                         | 4-3                                         | Philadelphia Athletics                      |
| 1932 | New York Yankees                            | 4-0                                         | Chicago Cubs                                |
| 1933 | New York Giants                             | 4-1                                         | Washington Senators                         |
| 1934 | St. Louis Cardinals                         | 4-3                                         | Detroit Tigers                              |
| 1935 | Detroit Tigers                              | 4-2                                         | Chicago Cubs                                |
| 1936 | New York Yankees                            | 4-2                                         | New York Giants                             |
| 1937 | New York Yankees                            | 4-1                                         | New York Giants                             |
| 1938 | New York Yankees                            | 4-0                                         | Chicago Cubs                                |
| 1939 | New York Yankees                            | 4-0                                         | Cincinnati Reds                             |
| 1940 | Cincinnati Reds                             | 4-3                                         | Detroit Tigers                              |
| 1941 | New York Yankees                            | 4-1                                         | Brooklyn Dodgers                            |
| 1942 | St. Louis Cardinals                         | 4-1                                         | New York Yankees                            |
| 1943 | New York Yankees                            | 4-1                                         | St. Louis Cardinals                         |
| 1944 | St. Louis Cardinals                         | 4-2                                         | St. Louis Browns                            |
| 1945 | Detroit Tigers                              | 4-3                                         | Chicago Cubs                                |
| 1946 | St. Louis Cardinals                         | 4-3                                         | Boston Red Sox                              |
| 1947 | New York Yankees                            | 4-3                                         | Brooklyn Dodgers                            |
| 1948 | Cleveland Indians                           | 4-2                                         | Boston Braves                               |
| 1949 | New York Yankees                            | 4-1                                         | Brooklyn Dodgers                            |
| 1950 | New York Yankees                            | 4-0                                         | Philadelphia Phillies                       |
| 1951 | New York Yankees                            | 4-2                                         | New York Giants                             |
| 1952 | New York Yankees                            | 4-3                                         | Brooklyn Dodgers                            |
| 1953 | New York Yankees                            | 4-2                                         | Brooklyn Dodgers                            |
| 1954 | New York Giants                             | 4-0                                         | Cleveland Indians                           |
| 1955 | Brooklyn Dodgers                            | 4-3                                         | New York Yankees                            |
| 1956 | New York Yankees                            | 4-3                                         | Brooklyn Dodgers                            |
| 1957 | Milwaukee Braves                            | 4-3                                         | New York Yankees                            |
| 1958 | New York Yankees                            | 4-3                                         | Milwaukee Braves                            |
| 1959 | Los Angeles Dodgers                         | 4-2                                         | Chicago White Sox                           |
| 1960 | Pittsburgh Pirates                          | 4-3                                         | New York Yankees                            |
| 1961 | New York Yankees                            | 4-1                                         | Cincinnati Reds                             |
| 1962 | New York Yankees                            | 4-3                                         | San Francisco Giants                        |
| 1963 | Los Angeles Dodgers                         | 4-0                                         | New York Yankees                            |
| 1964 | St. Louis Cardinals                         | 4-3                                         | New York Yankees                            |
| 1965 | Los Angeles Dodgers                         | 4-3                                         | Minnesota Twins                             |
| 1966 | Baltimore Orioles                           | 4-0                                         | Los Angeles Dodgers                         |
| 1967 | St. Louis Cardinals                         | 4-3                                         | Boston Red Sox                              |
| 1968 | Detroit Tigers                              | 4-3                                         | St. Louis Cardinals                         |
| 1969 | New York Mets                               | 4-1                                         | Baltimore Orioles                           |
| 1970 | Baltimore Orioles                           | 4-1                                         | Cincinnati Reds                             |
| 1971 | Pittsburgh Pirates                          | 4-3                                         | Baltimore Orioles                           |
| 1972 | Oakland Athletics                           | 4-3                                         | Cincinnati Reds                             |
| 1973 | Oakland Athletics                           | 4-3                                         | New York Mets                               |
| 1974 | Oakland Athletics                           | 4-1                                         | Los Angeles Dodgers                         |
| 1975 | Cincinnati Reds                             | 4-3                                         | Boston Red Sox                              |
| 1976 | Cincinnati Reds                             | 4-0                                         | New York Yankees                            |
| 1977 | New York Yankees                            | 4-2                                         | Los Angeles Dodgers                         |
| 1978 | New York Yankees                            | 4-2                                         | Los Angeles Dodgers                         |
| 1979 | Pittsburgh Pirates                          | 4-3                                         | Baltimore Orioles                           |
| 1980 | Philadelphia Phillies                       | 4-2                                         | Kansas City Royals                          |
| 1981 | Los Angeles Dodgers                         | 4-2                                         | New York Yankees                            |
| 1982 | St. Louis Cardinals                         | 4-3                                         | Milwaukee Brewers                           |
| 1983 | Baltimore Orioles                           | 4-1                                         | Philadelphia Phillies                       |
| 1984 | Detroit Tigers                              | 4-1                                         | San Diego Padres                            |
| 1985 | Kansas City Royals                          | 4-3                                         | St. Louis Cardinals                         |
| 1986 | New York Mets                               | 4-3                                         | Boston Red Sox                              |
| 1987 | Minnesota Twins                             | 4-3                                         | St. Louis Cardinals                         |
| 1988 | Los Angeles Dodgers                         | 4-1                                         | Oakland Athletics                           |
| 1989 | Oakland Athletics                           | 4-0                                         | San Francisco Giants                        |
| 1990 | Cincinnati Reds                             | 4-0                                         | Oakland Athletics                           |
| 1991 | Minnesota Twins                             | 4-3                                         | Atlanta Braves                              |
| 1992 | Toronto Blue Jays                           | 4-2                                         | Atlanta Braves                              |
| 1993 | Toronto Blue Jays                           | 4-2                                         | Philadelphia Phillies                       |
| 1994 | keine World Series wegen Spielerstreik      | keine World Series wegen Spielerstreik      | keine World Series wegen Spielerstreik      |
| 1995 | Atlanta Braves                              | 4-2                                         | Cleveland Indians                           |
| 1996 | New York Yankees                            | 4-2                                         | Atlanta Braves                              |
| 1997 | Florida Marlins                             | 4-3                                         | Cleveland Indians                           |
| 1998 | New York Yankees                            | 4-0                                         | San Diego Padres                            |
| 1999 | New York Yankees                            | 4-0                                         | Atlanta Braves                              |
| 2000 | New York Yankees                            | 4-1                                         | New York Mets                               |
| 2001 | Arizona Diamondbacks                        | 4-3                                         | New York Yankees                            |
| 2002 | Anaheim Angels                              | 4-3                                         | San Francisco Giants                        |
| 2003 | Florida Marlins                             | 4-2                                         | New York Yankees                            |
| 2004 | Boston Red Sox                              | 4-0                                         | St. Louis Cardinals                         |
| 2005 | Chicago White Sox                           | 4-0                                         | Houston Astros                              |
| 2006 | St. Louis Cardinals                         | 4-1                                         | Detroit Tigers                              |
| 2007 | Boston Red Sox                              | 4-0                                         | Colorado Rockies                            |
| 2008 | Philadelphia Phillies                       | 4-1                                         | Tampa Bay Rays                              |
| 2009 | New York Yankees                            | 4-2                                         | Philadelphia Phillies                       |
| 2010 | San Francisco Giants                        | 4-1                                         | Texas Rangers                               |
| 2011 | St. Louis Cardinals                         | 4-3                                         | Texas Rangers                               |
| 2012 | San Francisco Giants                        | 4-0                                         | Detroit Tigers                              |
| 2013 | Boston Red Sox                              | 4-2                                         | St. Louis Cardinals                         |
| 2014 | San Francisco Giants                        | 4-3                                         | Kansas City Royals                          |
| 2015 | Kansas City Royals                          | 4-1                                         | New York Mets                               |
| 2016 | Chicago Cubs                                | 4-3                                         | Cleveland Indians                           |
| 2017 | Houston Astros                              | 4-3                                         | Los Angeles Dodgers                         |
| 2018 | Boston Red Sox                              | 4-1                                         | Los Angeles Dodgers                         |
| 2019 | Washington Nationals                        | 4-3                                         | Houston Astros                              |
| 2020 | Los Angeles Dodgers                         | 4-2                                         | Tampa Bay Rays                              |
| 2021 | Atlanta Braves                              | 4-2                                         | Houston Astros                              |
| 2022 | Houston Astros                              | 4-2                                         | Philadelphia Phillies                       |
| 2023 | Texas Rangers                               | 4-1                                         | Arizona Diamondbacks                        |
| 2024 | Los Angeles Dodgers                         | 4-1                                         | New York Yankees                            |

## Teilnahmen an World Series je Team
In der Tabelle bezeichnen WIN die Anzahl der gewonnenen und LOSS die Anzahl der verlorenen Serien.
| Teilnahmen | Team                  | Win | Loss | Randnotizen                                             |
| ---------- | --------------------- | --- | ---- | ------------------------------------------------------- |
| 41         | New York Yankees      | 27  | 14   |                                                         |
| 22         | Los Angeles Dodgers   | 8   | 14   | 1-8 als Brooklyn Dodgers                                |
| 20         | San Francisco Giants  | 8   | 12   | 5-9 als New York Giants                                 |
| 19         | St. Louis Cardinals   | 11  | 8    |                                                         |
| 14         | Oakland Athletics     | 9   | 5    | 5-3 als Philadelphia Athletics                          |
| 13         | Boston Red Sox        | 9   | 4    |                                                         |
| 11         | Detroit Tigers        | 4   | 7    |                                                         |
| 11         | Chicago Cubs          | 3   | 8    |                                                         |
| 10         | Atlanta Braves        | 4   | 6    | 1-1 als Boston Braves; 1-1 als Milwaukee Braves         |
| 9          | Cincinnati Reds       | 5   | 4    |                                                         |
| 8          | Philadelphia Phillies | 2   | 6    |                                                         |
| 7          | Pittsburgh Pirates    | 5   | 2    |                                                         |
| 7          | Baltimore Orioles     | 3   | 4    | 0-1 als St. Louis Browns                                |
| 6          | Minnesota Twins       | 3   | 3    | 1-2 als Washington Senators                             |
| 6          | Cleveland Indians     | 2   | 4    |                                                         |
| 5          | Chicago White Sox     | 3   | 2    |                                                         |
| 5          | New York Mets         | 2   | 3    |                                                         |
| 5          | Houston Astros        | 2   | 3    |                                                         |
| 4          | Kansas City Royals    | 2   | 2    |                                                         |
| 3          | Texas Rangers         | 1   | 2    |                                                         |
| 2          | Miami Marlins         | 2   | 0    | 2-0 als Florida Marlins                                 |
| 2          | Toronto Blue Jays     | 2   | 0    |                                                         |
| 2          | Arizona Diamondbacks  | 1   | 1    |                                                         |
| 2          | San Diego Padres      | 0   | 2    | einziges Team mit mehreren NL-Titeln aber ohne WS-Titel |
| 2          | Tampa Bay Rays        | 0   | 2    |                                                         |
| 1          | Los Angeles Angels    | 1   | 0    | 1-0 als Anaheim Angels                                  |
| 1          | Washington Nationals  | 1   | 0    |                                                         |
| 1          | Colorado Rockies      | 0   | 1    |                                                         |
| 1          | Milwaukee Brewers     | 0   | 1    |                                                         |
| 0          | Seattle Mariners      | 0   | 0    | drei ALCS Teilnahmen: 1995, 2000, 2001                  |